# Karmina skupina
Karmina skupina  je skupina nepravilnih satelitov (lun) Jupitra z retrogradnim gibanjem, ki imajo podobne značilnosti tirnice.
Skupino sestavlja 17 članic (po oddaljenosti od Jupitra):
- S/2003 J 17
- S/2003 J 10
- Pasiteja
- Haldena
- Arha
- Isonoja
- Erinoma
- Kala
- Aitna
- Tajgeta
- S/2003 J 9
- Karma  (po njej se skupina imenuje)
- S/2003 J 5
- S/2003 J 19
- Kalika
- Evkelada
- Kalihora

Za to skupino naravnih satelitov Jupitra je značilno, da imajo večjo polos tirnice med 22,9 in 24,1 Gm, naklon   tirnice proti ekvatorju Jupitra je med 164,9° in 165,5°, izsrednost pa je med 0,23 in 0,27.
Skupina ima zelo nizko statistično razpršenost srednjih vrednosti elementov tirnic (članice skupine so razlikujejo med seboj za manj kot 700.000 km po velikosti večje polosi oziroma za manj kot 0,7° v naklonu tirnice) . To kaže na to, da je bila skupina nekoč enotno telo, ki je razpadlo. Prvotno telo je imelo skoraj enako velikost kot največja luna Karma, ki sedaj vsebuje 99 % mase celotne skupine.
Na skupen izvor skupine kaže tudi podobna barva posameznih članic,  ki imajo rahlo rdečo barvo.(Barvni indeks je B−V = 0,76 in V−R = 0,47). V infrardečem spektru so podobne asteroidom tipa D.
Mednarodna astronomska zveza (International Astronomical Union / IAU) je za imena satelitov v tej skupini rezervirala imena, ki se končajo z –a (v angleščini z –e).